# غرش (ترانه)
غرش(به انگلیسی: Roar) نام تک‌آهنگی از کیتی پری، هنرمند و خوانندهٔ اهل آمریکا است؛ که به‌عنوان تگ‌آهنگ نخستی از منشور منتشر شده‌است. ساخته‌شده توسط پری، دکتر لوک، مکس مارتین، بانی مک‌کی و سیرکات است.
این آهنگ به‌طور کلی بررسی‌ها مثبت دریافت کرده. این تک‌آهنگ هشتمین آهنگ غیر متوالی از کیتی پری می‌باشد که در جدول ۱۰۰ آهنگ داغ بیلبورد اول می‌شود و بزرگترین آهنگ هفته فروش دیجیتال کیتی پری تا کنون، شکستن رکورد آهنگ قبلی او یعنی آتش بازی است.
موزیک ویدئو «غرش» در ۵ سپتامبر ۲۰۱۳ و توسط گریدی هال و مارک کدسی کارگردانی شده.

## انتشار
کیتی پری در ۲۹ ژوئیه ۲۰۱۳ با فرستادن یک نیمه کامیون بزرگ طلایی در سرار خیابان‌های لس آنجلس که تاریخ انتشار آلبوم در دو طرف کامیون چاپ شده بود اعلام کرد که چهارمین آلبوم استودیویی خود منشور در ۲۲ اکتبر ۲۰۱۳ منتشر خواهد شد. این آهنگ در در ۱۲ اوت ۲۰۱۳ در آی‌تیونز منتشر شد.
در ۱۲ اگوست متن ویدئویی شعر برای این آهنگ توسط برنامه‌ای به نام واتس‌اپ منتشر شد. این ویدئو فعالیت‌های روزانه کیتی مانند غذا خوردن، استفاده از توالت، کار کردن، و دوش گرفتن به تصویر می‌کشد که هم‌زمان او متن شعر را در آیفون خود به افراد مختلف ارسال می‌کند. در ۶ سپتامبر شو تلویزیونی صبح بخیر آمریکا رقابتی برای آهنگ غرش کیتی پری در نظر گرفت. این شو تلویزیونی از دانش اموزان خواست که یک ویدئو ۲ دقیقه‌ای از خودشان و تفسیرشان از این آهنگ در مدرسه‌شان ارسال کنند. برنده یک کنسرت زنده توسط کیتی پری که در مدرسشان اجرا می‌شود خواهد برد. این کنسرت توسط این شو تلویزیونی پخش خواهد شد

## جدول و میزان فروش
در جدول ۱۰۰ آهنگ داغ بیلبورد این آهنگ با رتبه ۸۵ در آخر هفته ۲۴ اوت وارد این جدول شد. طی هفته اول این آهنگ ۵۵۷٬۰۰۰ کپی دیجیتال فروش رفت. به این معنی که این آهنگ بیشترین تعداد هفته اول فروش در ۲۰۱۳ و همچنین بزرگترین آهنگ هفته فروش دیجیتال کیتی پری تا کنون، شکستن رکورد آهنگ قبلی او یعنی آتش بازی است؛ که آهنگ آتش بازی ۵۰۹٬۰۰۰ کپی دیجیتال در دسامبر ۲۰۱۰ فروش رفت؛ بنابراین این آهنگ به رتبه ۲ تغییر کرد و دوازدهمین تک‌آهنگ تاپ تن کیتی پری در ایالات متحده و نهمین تک‌آهنگ متوالی تاپ سه در جدول ۱۰۰ شد؛ و در هفته چهارم سرانجام آهنگ غرش به شماره اول صعود کرد. اهنگ غرش همچنین در جدول آهنگ پاپ آمریکا و بزرگسالان آهنگ پاپ به شماره ۱ رسیده‌است.

## موزیک ویدئو
موزیک ویدیو آهنگ غرش به کارگردانی گریدی هال و مارک کدسی فیلم برداری شده. موزیک ویدئو رسمی این آهنگ در ۵ سپتامبر ۲۰۱۳ منتشر شد. در ویدئو کیتی پری و دوست پسرش در جنگلی پس از زنده ماندن در سقوط هواپیما گیر می‌کنند. بعد از اینکه شروع به کاوش منطقه می‌کنند یه ببر وحشی سریع به دوست پسر او حمله می‌کند. کیتی از صحنه فرار می‌کند؛ و بعد کیتی دوستی با دیگر حیوانات که اطراف او هستند می‌سازد. او ملکه جنگل می‌شود.
شخصیت او در ویدئو شباهت دارد به بازیگر در Sheena, Queen of the Jungle.
پری مورد انتقاد به علت استفاده از حیوانات در خطر انقراض توسط بنیاد مردمی رعایت اصول اخلاقی در برابر حیوانات قرار گرفت.

## اتهامات از این آهنگ
بعد از به انتشار رسیدن آهنگ غرش بسیاری کیتی پری را متهم به کپی کردن از تک‌آهنگ شجاع از سارا باریلز کردند. خود باریلز خواننده آهنگ شجاع گفت:
کیتی دوست من هست و ما همدیگر به مدت طولانی می‌شناسیم. پس حتی او پیامی دربارهٔ این موضوع برای من ارسال کرد. او همچنین گفت که اگر من عصبانی نباشم نمی‌دانم چرا بقیه ناراحت هستند. فقط بیان جشن بگیریم که ما میتونیم بیرون از این جا باشیم و مردم تشویق به احساس قوی و قدرت کنیم.
در جواب این اتهامات دکتر لوک تهیه‌کننده و نویسنده مشترک آهنگ غرش در ۱۴ اگوست ۲۰۱۳ توییت کرد که آهنگ غرش نوشته و ضبط شده در مارس ۲۰۱۳(قبل از اینکه آهنگ شجاع بیرون بیاید) "
در جواب مستقیم به اتهامات آهنگ شجاع در نتیجه‌ای سرقت از اتهامات ادبی دریافت کرد. اپیک رکوردز تصمیم به ترویج آهنگ شجاع در رادیو کرد.

## اجراهای زنده
پری مراسم جایزه ام‌تی‌وی ۲۰۱۳ با آهنگ غرش در ۲۵اوت ۲۰۱۳ در یک اجرای خاص بست. او همچنین این آهنگ در iHeartRadio Music Festival در ۲۰ سپتامبر اجرا کرد.
پری همچنین این آهنگ را در سوپر بول ۲۰۱۵ نیز اجرا کرد که در آن اجرا پری بر روی یک ببر طلایی قرار داشت و یکی از خاص‌ترین اجراها در کل جهان شد 

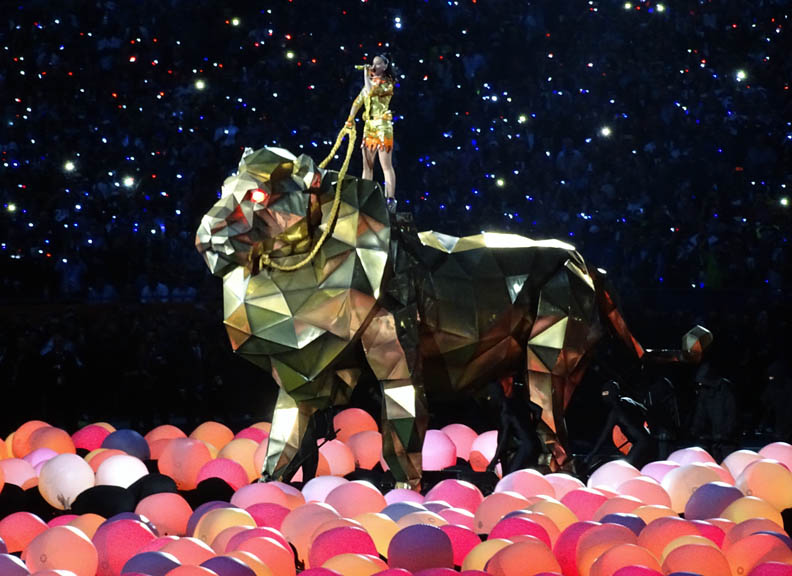
کیتی پری در حال اجرای ترانهٔ غرش در سوپر بول سال ۲۰۱۵.